# 小疣叉丝壳
小疣叉丝壳（学名：Microsphaera verruculosa）是属于白粉菌目白粉菌科叉丝壳属的一种真菌，寄生在滇榛上。该种分布于中国。